# Apple Kartor
Apple Kartor, eller Apple Maps på engelska är en karttjänst utvecklad och publicerad av Apple Inc. Tjänsten är tillgänglig till olika nivåer i hela världen. Appen ”Kartor” kommer förinstallerad på alla enheter som kör iOS, iPadOS, WatchOS och MacOS och kan exempelvis ge färdbeskrivningar och beräkna ankomsttider för bilister, gående, cyklister och för kollektivtrafik.
Andra funktioner, såsom ”Flyover”, ”Se dig omkring” (Look Around på engelska) och detaljerade 3D-kartor över ett 30-tal länder finns också tillgängliga.

## Funktioner
Apple Kartor har en mängd olika funktioner. Förutom bas-, satellit- och kollektivtrafikkartor finns även andra funktioner.
Se dig omkring

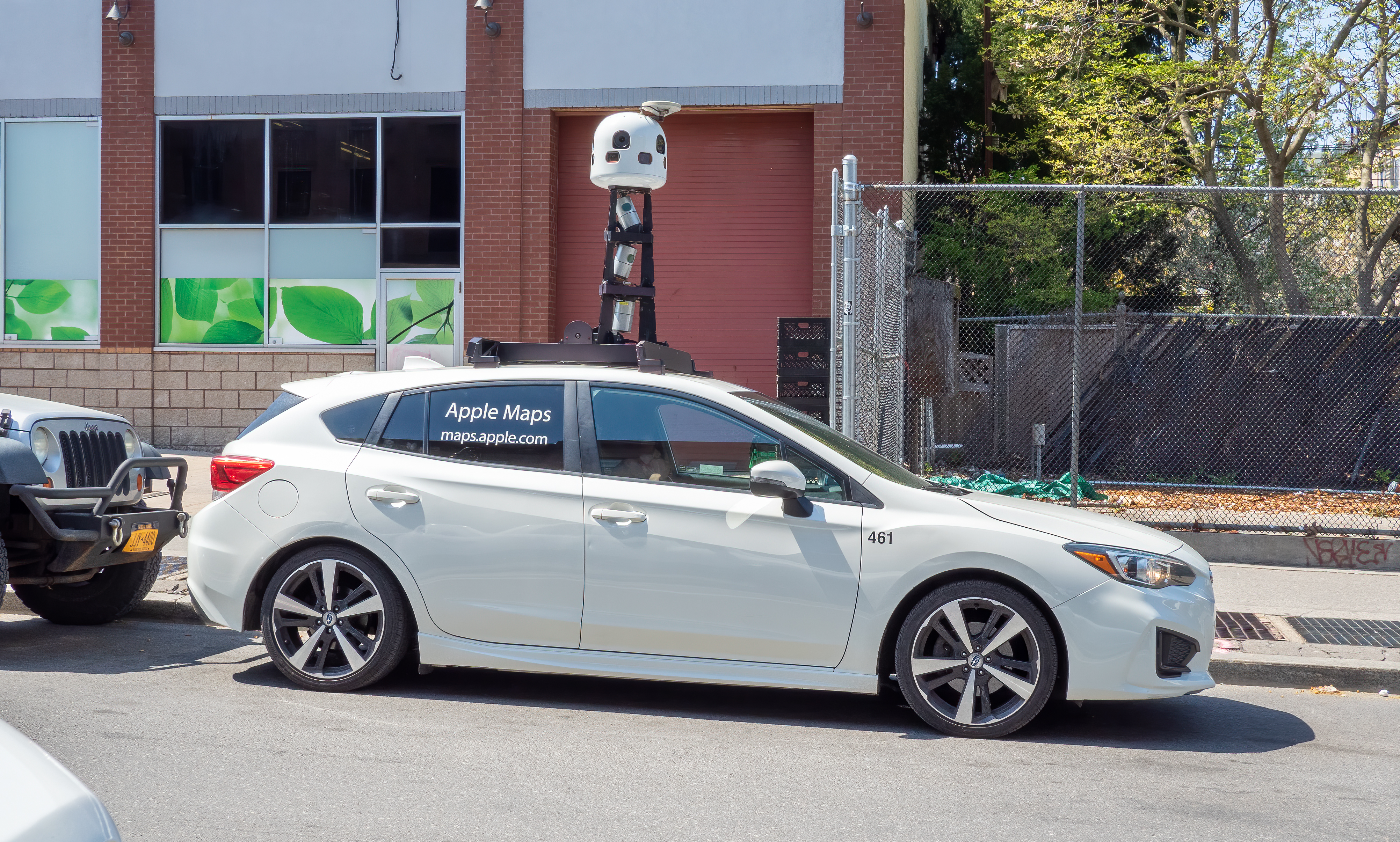
En av bilarna som används för att samla kartdata samt funktionen Se dig omkring

Funktionen Se dig omkring på Apple Kartor

Se dig omkring, eller "Look Around" på engelska är en funktion som låter användaren se platser från marknivå med detaljrika 360°, 3D-panoramabilder och ta en "Virtuell promenad" genom platser med en mjuk animering. Funktionen utannonserades för första gången 2018 och lanserades till ett begränsat antal städer i USA samma år. Funktionen är Apples motsvarighet till Googles Street View. 2023 finns funktionen tillgänglig med full täckning i ett 30-tal länder, inklusive Sverige, och med begränsad täckning i 4 länder.
Detaljerade stadskartor
Detaljerade stadskartor, eller Detailed City Experience är en funktion tillgänglig i större städer i åtta olika länder. Funktionen visar en mängd detaljer, såsom vägmarkeringar, övergångsställen, detaljrika modeller av byggnader, träd, stigar och nivåskillnader med mera. Funktionen introducerades under WWDC 2021 till 4 städer i USA och Storbritannien, men har sedan dess expanderat till ett 30-tal städer.
Hastighetskameror och incidentrapportering
I Apple Kartor visas vid navigering fartkamerors position, samt maxhastigheten för vägen kameran är placerad på. Användare kan själva även rapportera handhållna fartkameror, olyckor och andra varningar, som ett fallet träd, direkt i applikationen.
Trafikinformation
I Apple Kartor finns ett läge där användaren kan se mängden trafik på gator i form av färgnyanser mellan gult och rött. Även större vägarbeten och avstängda vägar visas. Trafikinformationen i Apple Kartor i Sverige samlas in från Trafikverket, vilket gör att informationen är officiell och uppdaterad.
Flyover
"Flyover" låter användaren att i ett stort antal städer utforska och upptäcka platser i ett fotorealistiskt tredimensionellt läge. Funktionen fungerar på liknande sätt som Google Earth, som lanserades efter Flyover. I många av städerna finns även en guidad tur som tar användaren genom staden och lyser upp landmärken. Flyover finns i Sverige tillgänglig i  Stockholm, Uppsala, Helsingborg, Linköping, Göteborg, Malmö och Visby.
Apples egna karta
I ett 30-tal länder finns en mer detaljerad karta baserat på datan som Apple själva samlat in tillgänglig. Kartan innehåller 3D-modeller av alla byggnader, hastighetsbegränsningar, trafikljus, stoppskyltar, stigar, Se dig omkring och detaljerade skogs-, park-, strand- och grönområden. Även om denna kartan är baserad på data Apple själva samlar in kommer viss data, exempelvis byggnadsutformningar i vissa länder, från andra källor.  
Inomhuskarta för köpcentrum och flygplatser
Inomhuskartor i 3D finns tillgängliga på ett begränsat antal platser. Funktionen låter användaren se köpcentrets, eller flygplatsens, inomhusväggar, rulltrappor, toaletter och butiker.

## Historia
Release
Apple utannonserade Apple Kartor för första gången i juni 2012. Tidigare hade Apples operativsystem kommit förinstallerade med Google Maps, men då Apple ansåg att Googles insamling av personlig data inte var optimal valde man att skapa en egen, mer integritetsskyddsfokuserad karttjänst.
Till en början möttes applikationen med stor kritik och flera rapporter om hur felaktig kartläggning kunde bli ett säkerhetsproblem. Exempelvis flyttades Dublins flygfält på kartan till en åker. Bara en vecka efter lanseringen publicerade Apples toppchef, Tim Cook, en offentlig ursäkt.
2012–2017
Under fem år förbättrades Apple Kartor kontinuerligt. De flesta av problemen med lanseringsversionen hade nu till stor del blivit fixade. 
2018
Apple meddelade under WWDC 2018 att man hade börjat bygga om karttjänsten från grunden. Man visade också en kompilation av för och efterbilder. Denna version av Apple Kartor skulle i folkmun bli kallad ”The New Map” och ”Maps 2.0”. Man meddelande samma dag att den nya kartan skulle täcka norra delen av Kalifornien innan slutet av året. Även Hawaii fick nya kartan samma år. ”Se dig omkring”, eller ”Look Around” på engelska, visades också upp under eventet. Funktionen är Apples motsvarighet till Googles ”Street View” och täckte till en början ett fåtal städer i USA.
2019
Under första halvan av 2019 lanserades den nya kartan för sydvästra delarna av USA. Man meddelande på WWDC 2019 att kartan skulle täcka hela USA vid slutet av året. Det var dock inte förrän i januari 2020 som det faktiskt blev så.
2020
Under 2020 lanserade Apple den nya kartan till tre nya länder, Kanada, Storbritannien och Irland. Även Se dig omkring lanserades i London och Dublin, samt i hela Kanada. Detta var första gången som Apple lanserade Se dig omkring i en större skala. 
2021
År 2021 lanserade Apple sin nya karta i sju nya länder, bland annat Spanien, Italien och Australien. Från detta stadiet täcker nu Se dig omkring hela landet som lanseras. 
"Detaljerade Stadskartor", eller "Detailed City Experience” på engelska, ofta förkortat "DCE", utannonserades också för första gången under WWDC 2021. Funktionen är en ännu bättre kartläggning av större städer, där allt är kartlagt i minsta detalj, från vägmarkeringarna och byggnader till vartenda träd och buske. DCE inkluderar även hundratals handgjorda 3D-modeller av kända landmärken som Golden Gate-bron, Eiffeltornet och Prado Museum. 
2022
Under 2022 lanserades Apples nya karta i 13 nya länder, bland annat Tyskland, Frankrike, Belgien, Schweiz och Saudiarabien. Även om Apple själv påstår att kartan i Saudiarabien håller samma mått som andra regioner med den nya kartan, så saknas för första gången ett flertal funktioner som Se dig omkring och ”Turn-by-Turn”- navigering. Detaljerade Stadskartor lanseras även i 8 nya städer, i bland annat Tyskland och Australien.
2023
Apple lanserade under 2023 sin nya karta i 14 länder, bland annat i hela norden (exklusive Svalbard), Österrike, Polen och Taiwan. Dessutom lanserades Detaljerade Stadskartor i Paris, Madrid, Barcelona, Lissabon, Dallas och Huston.
2024
Apple lanserade i januari färdbeskrivningar för cyklister i hela Sverige. Även Se dig omkring-bilder uppdaterades i stora områden i Sverige.
2025
Den 17 april lanserade Apple sin detaljerade stadskarta i Stockholm.